# ライオンフィッシュ (潜水艦)
ライオンフィッシュ (USS Lionfish, SS/AGSS-298) は、アメリカ海軍の潜水艦。バラオ級潜水艦の一隻。艦名はインド洋および太平洋南部に生息するミノカサゴに因む。

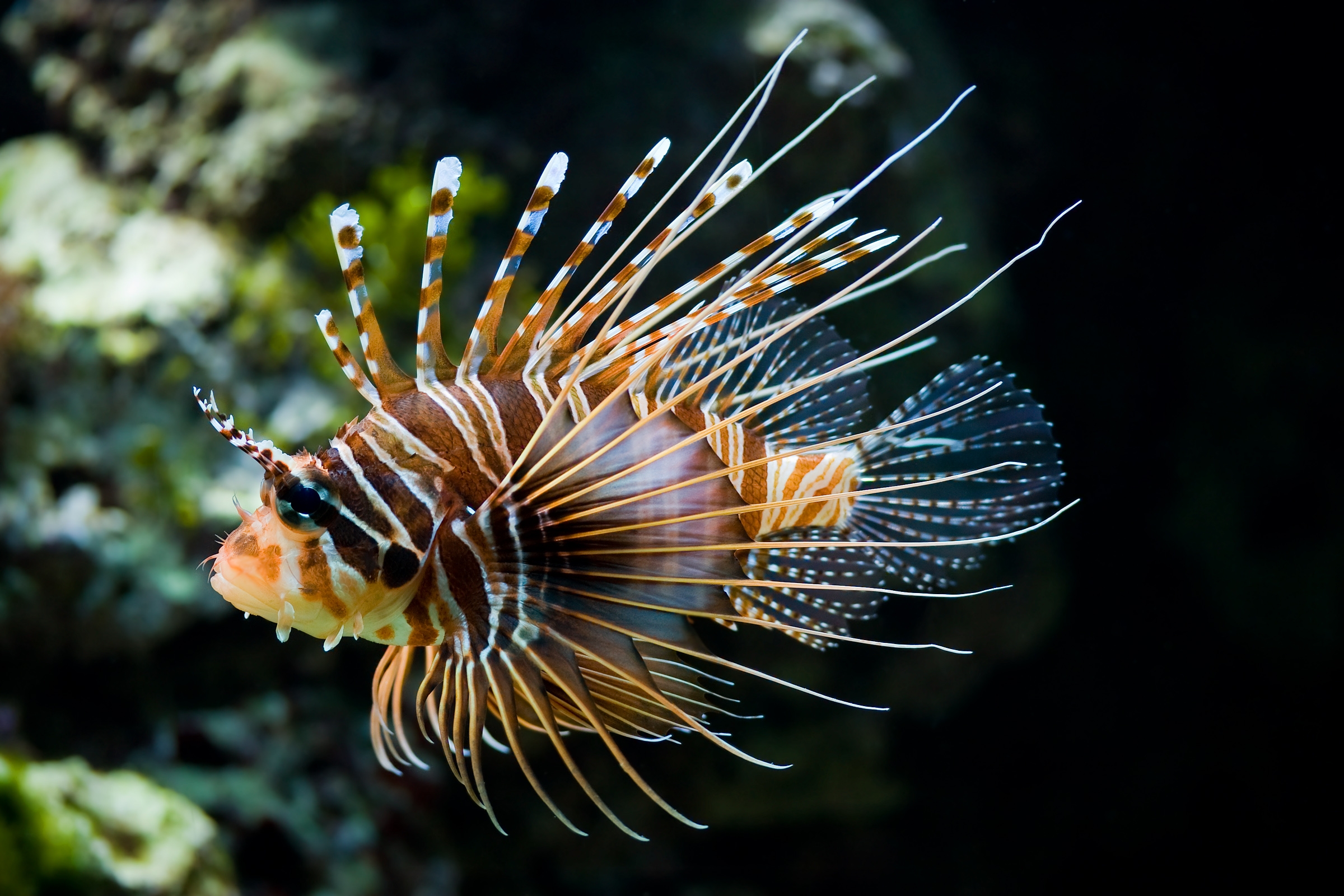
ネッタイミノカサゴ（Spotfin lionfish）

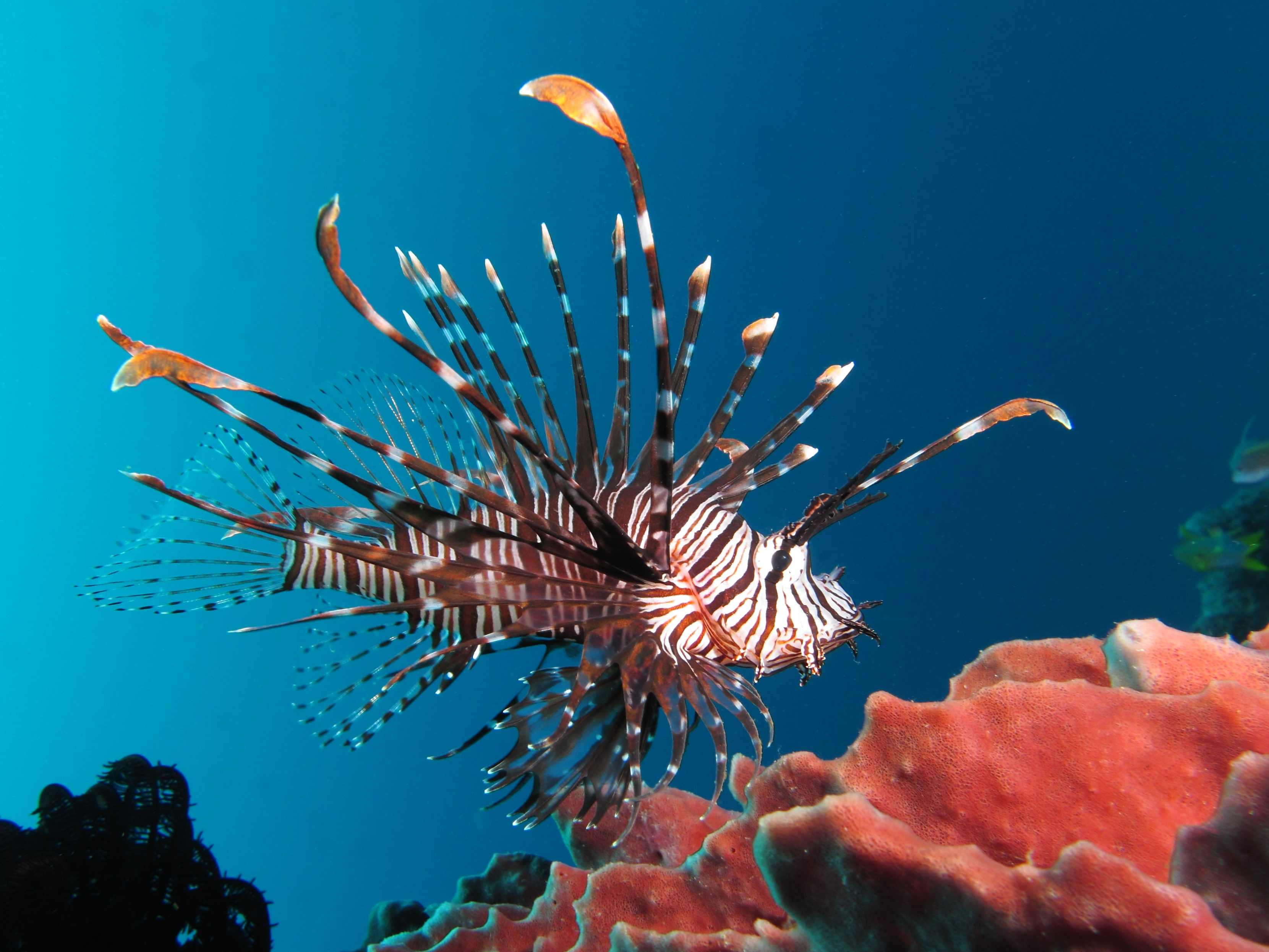
ハナミノカサゴ（Red lionfish）

## 艦歴
ライオンフィッシュは1942年12月15日にペンシルベニア州フィラデルフィアのクランプ造船所で起工する。1943年11月7日にハロルド・C・トレイン夫人によって命名、進水し、1944年11月1日に艦長エドワード・D・スプルーアンス少佐（アナポリス1937年組。レイモンド・スプルーアンス提督の息子）の指揮下就役した。ライオンフィッシュはニューイングランド沖での整調巡航を終えると、1945年1月15日にキーウェストを出港して太平洋戦線に移動し真珠湾に回航され、哨戒に備えてサイパン島に進出した。

### 哨戒
4月2日、ライオンフィッシュは最初の哨戒で東シナ海および黄海に向かった。4月10日には最初の戦闘を行い、日本海軍の潜水艦による2本の魚雷をかわした。5月1日には、北緯35度58分 東経124度05分 / 北緯35.967度 東経124.083度の地点で、艦砲により3本マストのスクーナーを破壊した。その後、潜水艦レイ (USS Ray, SS-271) と合流し、レイが救助したB-29乗員を移乗させてサイパンへ送り届けた。5月22日、ライオンフィッシュは51日間の行動を終えてミッドウェー島に帰投。艦長がブリッカー・M・ガンヤード（アナポリス1938年組）に代わった。
6月20日、ライオンフィッシュは2回目の哨戒で日本近海に向かった。7月10日早朝、ライオンフィッシュは足摺岬沖で浮上航行中の伊168潜水艦と思しき潜水艦を発見し、これは艦内に驚きをもたらした。ただちに戦闘配置を令し、敵潜水艦に対して魚雷を2本発射した。乗組員は爆発音と煙を潜望鏡から確認した。続いてもう2隻の潜水艦に対して砲撃を行った。しかし、いずれの攻撃も失敗に終わった。ライオンフィッシュは3隻を相手にしたと考えていたが、相手は燃料輸送に従事していた伊162の1隻だけであった。相手をねじ伏せたと考えたライオンフィッシュの艦内は喜びに包まれたと考えられ、戦時日誌に " very happy!! " と記すほどであった。翌11日にも潜水艦を発見して魚雷を発射したが、こちらは獲物にならなかった。哨戒の終わりには航空機乗員の救助任務に従事した。8月15日に戦争が終了。8月22日、ライオンフィッシュは58日間の行動を終えてミッドウェー島に帰投。その後、サンフランシスコに向かった。

### 戦後
ライオンフィッシュは1946年1月16日にメア・アイランド海軍造船所で退役した。その後1951年1月31日に再就役し、訓練巡航のため東海岸に向かった。NATOの演習および地中海での巡航に参加後、ライオンフィッシュは東海岸に帰還し、1953年12月15日にボストン海軍工廠で退役した。その後、1960年にライオンフィッシュは現役に戻って再び任務に就いた。今回の任務ではロードアイランド州プロビデンスでの予備役兵訓練艦任務に従事した。1971年にライオンフィッシュは除籍された後、1973年からはマサチューセッツ州フォール・リヴァーにあるバトルシップ・コーヴで戦艦マサチューセッツ (USS Massachusetts, BB-59) 、駆逐艦ジョセフ・P・ケネディ・ジュニア (USS Joseph P. Kennedy, Jr., DD-850) などとともに記念艦として展示されている。

## 関連作品
- ライオンフィッシュ (映画)（原題：Subconscious）：2014年のアメリカの映画[11]。